# Paraphytus ritsemae
Paraphytus ritsemae là một loài bọ cánh cứng trong họ Bọ hung (Scarabaeidae).